# エマニュエル・デュ・マルゲリー
エマニュエル・デュ・マルゲリー（Emmanuel Marie Pierre Martin Jacquin de Margerie、1862年11月11日 - 1953年12月20日）はフランスの地質学者、地球物理学者である。フランスの地形特にピレネー山系のテクトニクス理論で知られる。
パリで生まれた。ストラスブール大学の教授を務めた。1913年にアラスカを訪れ、グレーシャー・ベイの34kmのマルゲリー氷河は彼の名前が付けられた。

## 受賞歴
- 1919年: カラム地理学メダル（アメリカ地理学協会）
- 1921年: ライエル・メダル（ロンドン地質学会）
- 1943年: ピウス11世メダル
- 1946年: ウォラストン・メダル（ロンドン地質学会）

## 著書
- "Traité de Géologie"
- "Geographic Physique"
- "Etudes Americaines Geologie et Geographie Tome 1"